# Villahermosa (Spagna)
Villahermosa è un comune spagnolo di 2 519 abitanti situato nella comunità autonoma di Castiglia-La Mancia.